# Le Siège de Dijon par les Suisses en 1513
Ne doit pas être confondu avec Siège de Dijon.
Le Siège de Dijon par les Suisses en 1513 ou  Dijon assiégé par les Suisses en 1513 est une tapisserie, souvent datée de vers 1520, conservée au musée des Beaux-Arts de Dijon, qui représente le siège de Dijon de 1513.
Ce siège est un épisode de la guerre de la Ligue de Cambrai. Une armée impériale, franc-comtoise et surtout suisse, de 30 000 à 40 000 hommes, assiège Dijon du 9 au 13 septembre 1513, avant de se retirer en échange d'une rançon et d'otages. La tapisserie intitulée Le Siège de Dijon par les Suisses en 1513, de 2,64 m de haut et d'environ 6,70 m de long, commémore et raconte ce siège.
La tapisserie met en scène trois moments : à gauche, l'attaque de la ville et la destruction des remparts — représentés de manière réaliste — par l'artillerie de l'armée suisse ; au centre, une procession dédiée à la Vierge Notre-Dame de Bon-Espoir et son apparition céleste ; et à droite, la négociation qui conduit au départ des assiégeants. Les belligérants sont, pour les principaux, reconnaissables à leur habillement et aux symboles qui les désignent, notamment le gouverneur de Bourgogne Louis II de La Trémoille, personnage central de la négociation. Les principales églises de la ville de Dijon sont également identifiables.
La scène centrale, la procession portant la Vierge Notre-Dame de Bon-Espoir, qui rassemble les habitants de la ville qui défilent derrière les autorités ecclésiastiques, est la partie principale de la tapisserie. Si la tradition ecclésiastique dijonnaise décrit bien une procession miraculeuse qui permet la levée du siège, les sources exactement contemporaines du siège n'en font pas état. Ce n'est que dans les années suivantes qu'un tel événement est mentionné, alors que s'organisent deux processions annuelles, l'une organisée par la municipalité, l'autre par une confrérie créée à cet effet, en remerciement de la levée du siège.
Le commanditaire de la tapisserie du siège de Dijon semble être l'échevin Philibert Godran, qui fait partie des otages remis en gage par la ville aux Suisses. Il aurait fait cette commande à son retour de captivité, probablement en Flandre, possiblement à Tournai ou à Bruges. Elle est ensuite conservée dans l'église Notre-Dame de Dijon avant de rejoindre les collections du musée des Beaux-Arts de Dijon en 1832. Classée monument historique en 1939, sa dernière restauration date de 2008-2009.

## Le siège de 1513

### L'événement et son récit
Le siège de Dijon en septembre 1513 s'inscrit dans le contexte des guerres d'Italie, plus précisément de la guerre de la Ligue de Cambrai. Une armée d'environ 30 000 à 40 000 hommes, à la solde de l'empereur du Saint-Empire Maximilien Ier et composée principalement de Suisses et de Francs-Comtois, envahit la Bourgogne. Ils sont dirigés par le duc de Wurtemberg Ulrich VI et le maréchal de Franche-Comté Guillaume de Vergy pour les Impériaux, et par Henri Winckler, capitaine de Zurich et Jacques de Wattewil ou Watteville, capitaine de Berne, et Jean Marti, capitaine de Lucerne, pour les Suisses,. Ils ravagent la Bourgogne et arrivent devant Dijon le 8 septembre.
Le siège de Dijon a lieu du 9 au 13 septembre 1513. Les Suisses commencent à assiéger et à bombarder la ville le 9 septembre et les combats s'arrêtent le 13, en application d'un accord passé entre les assiégeants et le gouverneur de la Bourgogne Louis II de La Trémoille.
Ce traité de Dijon comprend une renonciation du roi de France Louis XII à ses prétentions en Italie et surtout le versement d'une indemnité de guerre de 400 000 écus, somme colossale, aux Suisses et de 10 000 écus aux Impériaux, à verser fin septembre et à la Saint-Martin, le 11 novembre. Les Suisses obtiennent un versement immédiat de 8 300 écus et, en garantie, cinq otages : le neveu de Louis II de La Trémoille, René d'Anjou-Mézières, Jean de Rochefort et trois Dijonnais de premier rang, Bénigne Serre, Jean Noël et Philibert Godran. Louis XII refuse ces conditions et les Suisses n'obtiendront en réalité que 13 000 écus, en échange de la libération des otages.
La tapisserie intitulée Le Siège de Dijon par les Suisses en 1513 ou Dijon assiégé par les Suisses en 1513, est un récit de ce siège. Conservée au musée des Beaux-Arts de Dijon, elle est tissée en laine et en soie et mesure 2,64 m de hauteur. Sa longueur varie de 6,74 m en haut à 6,70 m en bas,,. Elle est datée imprécisément de la première moitié du XVIe siècle, mais probablement tissée peu après 1513, vers 1520. Elle montre principalement un épisode spécial de cet événement, la procession de la statue de Notre-Dame de Bon-Espoir et le miracle de l'apparition de la Vierge dans les nuages. C'est la scène centrale de la tapisserie, précédée à gauche par la représentation de l'attaque ennemie et suivie à droite par le départ des assiégeants. La composition est donc tripartite, suivant une narration en trois étapes, séparées par des colonnes,,,.

Les trois parties de la tapisserie et du récit
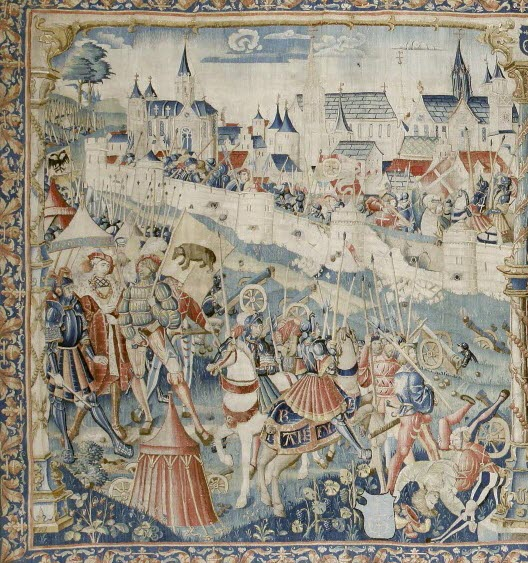
L'attaque de la ville.
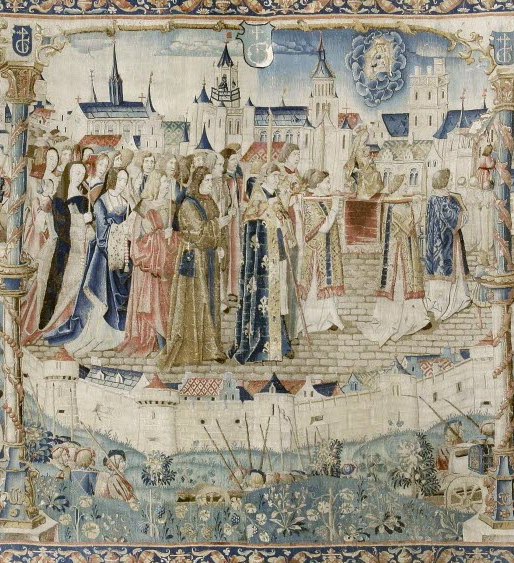
La procession.
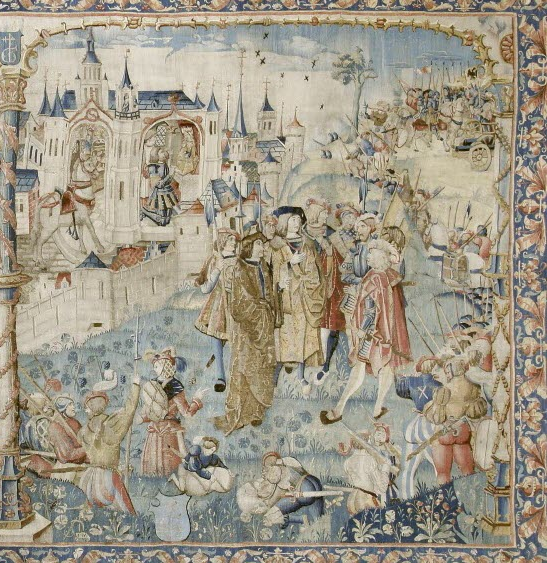
La négociation et le départ des assiégeants.

### Le siège
Sur la tapisserie, le siège est raconté à partir de la gauche et de l'ouest, ce qui ne correspond pas tout à fait à la réalité puisque les Suisses sont venus par le coteau de Champmaillot, à l'est, avant de s'installer sur les hauteurs de Champmol. Autour de la ville, le peintre a représenté rapidement la campagne, parsemée de fruits et de ceps de vignes. L'invasion est d'autant plus inquiétante qu'elle a lieu juste avant les vendanges,. Les Dijonnais ont stocké des vivres pour tenir plusieurs mois. La tapisserie ne montre pas les faubourgs, que Louis de La Trémoille a fait incendier, mais dont certains bâtiments subsistent. Les tentes des camps des assiégeants sont installés sur les hauteurs, hors de portée des canons des Dijonnais.

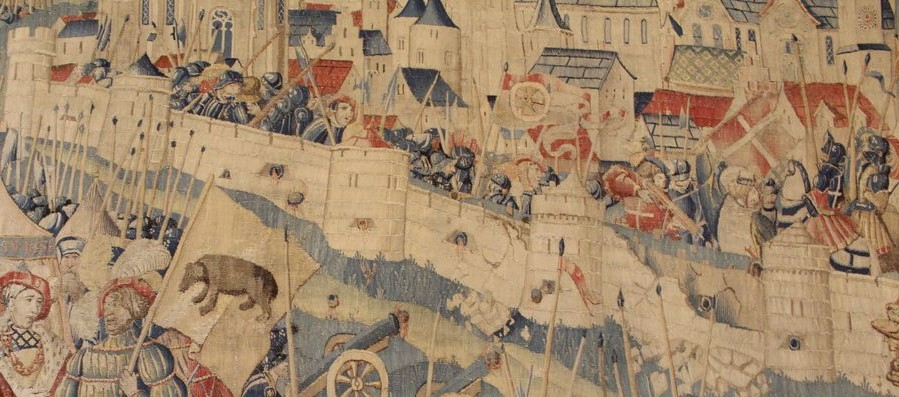
Les étapes de la destruction de l'enceinte.

L'armement représenté sur la tapisserie (des arbalètes, des piques, des canons) correspond à la réalité. Les Allemands sont armés du Katzbalger ou lansquenette, une épée courte, lame accrochée perpendiculairement à la ceinture qu'on reconnaît à sa garde en forme de S. Assiégeants et défenseurs tiennent des hallebardes. Les canons des Suisses dessinés sont plus près de l'enceinte et permettent un feu croisé sur la courtine, en tir parabolique plutôt qu'en tir tendu. On ne distingue pas différence de calibre, alors qu'ils tiraient des boulets de 16 à 55 livres. Les défenseurs de la ville portent des salades et des chapels de fer.
Dans la partie gauche de la tapisserie, quatre tronçons de mur présentent un récit chronologique de l'attaque : le premier est intact et son canon est inactif, sur le deuxième le canon tire et le mur a reçu un boulet, le troisième montrent plusieurs impacts de boulet et a été doublé à l'intérieur d'un remblai de terre. Sur le quatrième tronçon, la courtine est écroulée. Paradoxalement, sur le panneau central et le panneau de droite, l'enceinte est intacte, ce qui n'est pas chronologiquement possible, puisqu'elle est détruite auparavant. Le panneau central illustrant la protection apportée par la Vierge Marie, il n'est pas possible de montrer la muraille détruite. La tapisserie ne montre pas les destructions dues à la guerre. Pourtant, la chartreuse de Champmol, hors les murs, est occupée et endommagée par les Suisses et des dégâts causés aux murs des églises intra-muros sont attestés.

### Les deux camps

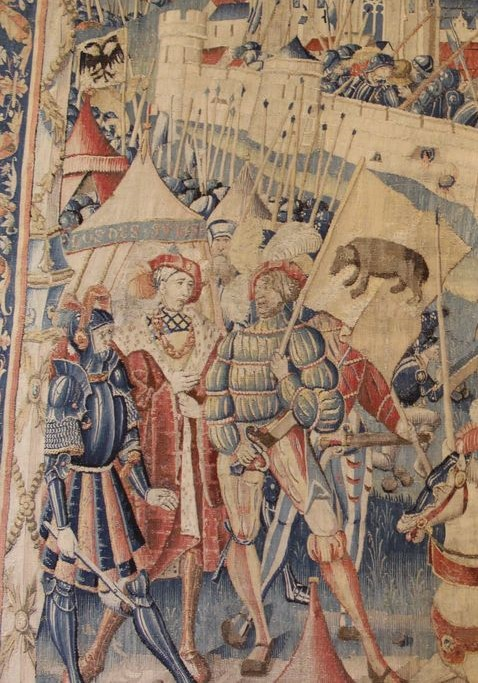
Les chefs des assiégeants.

Les symboles permettant de désigner chaque camp sont visibles. Du côté des assiégeants, on voit l'ours de Berne, l'aigle impériale et les clés de Saint-Pierre qui rappellent leur alliance avec le pape. Leurs chefs, Jacques de Wattevil, Guillaume de Vergy et Ulrich de Wurtemberg semblent être identifiables,.
Une de leurs tentes porte l'inscription L'OS[T] DES SVISSE[S]. Jacques de Wattevil, avoyer de Berne, tient l'étendard à l'ours, symbole de cette ville,. Il est vêtu d'un pourpoint, de hauts de chausses dont l'un, relevé, dévoile son genou, et de chausses rayées, le tout assez abîmé. Il porte un chapeau rond orné de plumes. La représentation des Suisses sur les champs de bataille est alors souvent dépenaillée. Le personnage tombé à terre au premier plan porte aussi un assemblage de vêtements civils (des chausses mi-parties) et militaires (un pourpoint rembourré). Le chef le plus à gauche pourrait être Guillaume de Vergy,. Le vêtement court aux manches bouffantes avec des chausses rayées qui forment une culotte semble être un habit des Francs-Comtois, puisque certains portent une croix de saint André rouge, signe de reconnaissance de l'armée dirigée par Guillaume de Vergy. Entre Guillaume de Vergy et Jacques de Wattevil, le personnage richement vêtu d'un manteau rouge et coiffé d'un chapeau plat à plumes doit être Ulrich VI de Wurtemberg,. A côté de ce groupe, les deux capitaines en armure, à cheval, pourraient être Jean Marti et Henri Winckler.

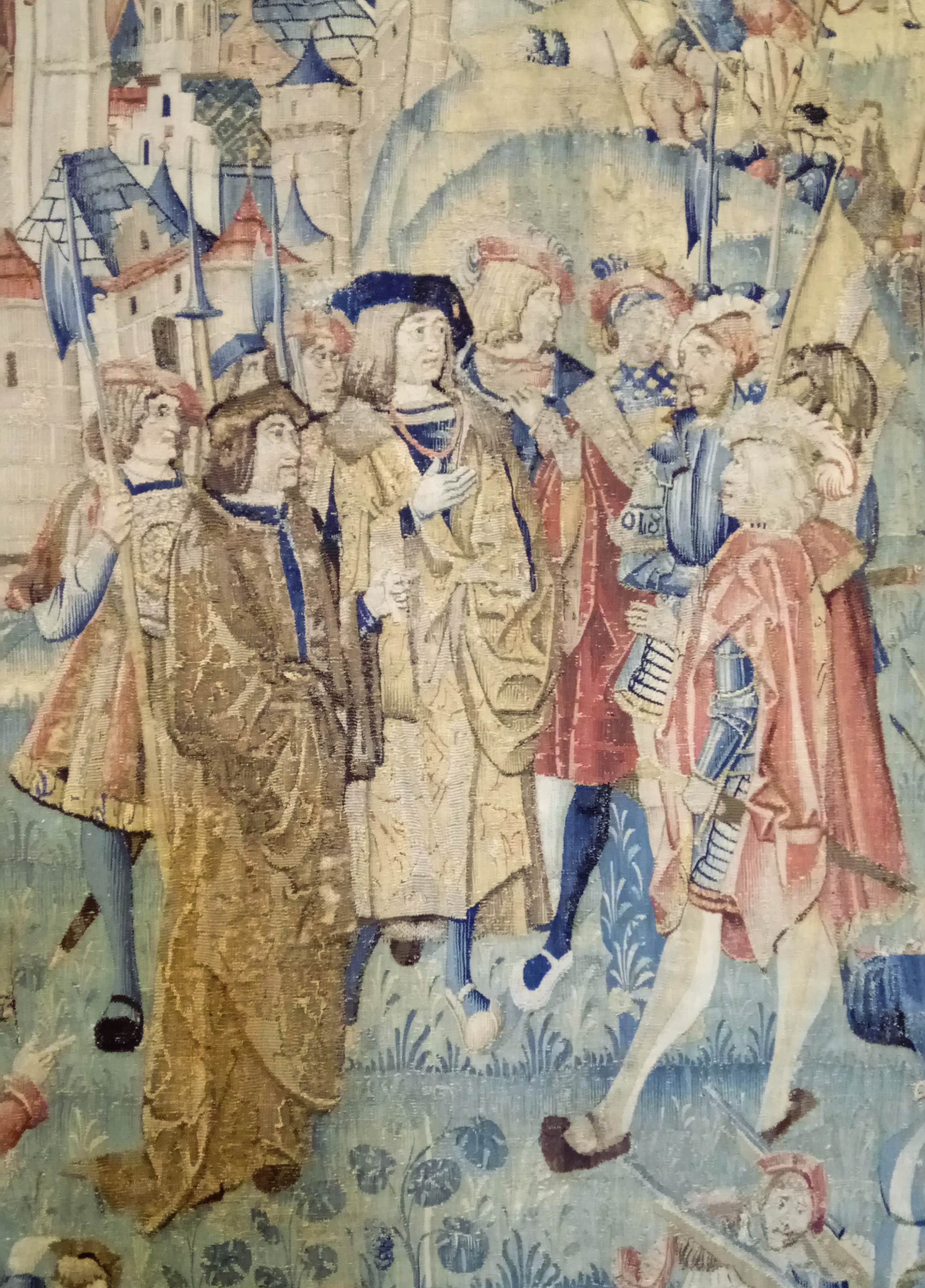
Louis II de La Trémoille négociant le départ des Suisses.

L'orant barbu en armure devant la statue de statue de Notre-Dame de Bon-Espoir a été identifié par J. Gaudrillet puis Jules Thomas, suivis par Catherine Chédeau, comme étant Louis II de La Trémoille. Selon les études plus récentes, il est plutôt un chef suisse,, parce que la barbe, sur cette tapisserie, est l'attribut des confédérés et parce que cette identification corrobore une source qui montre « le colonel des Suisses » adorant la Vierge. Son cheval attend à la porte de l'église.
Du côté dijonnais, on distingue le drapeau de la milice de la ville, une croix blanche sur fond rouge,,. Sa présence sur la brèche, à côté d'un personnage qui tire à l'arbalète, montre la vigueur de la défense assurée par les habitants de la ville. La roue d'or symbolisant le gouverneur, Louis II de La Trémoille, est visible, à deux endroits de la tapisserie. Dans la partie gauche, on la voit sur un drapeau qui flotte au vent sur les remparts, près de celui de la milice de la ville, rappelant ainsi que le gouverneur est présent sur le lieu de l'attaque,. La roue de La Trémoille se retrouve aussi dans la partie droite, sur la représentation de la négociation, sur la casaque d'un des gardes derrière lui,.
En effet, la scène avec différents personnages à droite montre les négociateurs : Louis II de La Trémoille, et d'autres chefs français, accompagnés de trois hommes armés de hallebardes face aux chefs de l'armée des assiégeants,. À côté de lui et au premier plan un personnage, dont la robe longue indique qu'il est probablement un magistrat de la ville, pourrait être le maire, Bénigne de Cirey, ou le commanditaire probable de la tapisserie, l'échevin et futur otage Philibert Godran. Ce même personnage peut être également celui qui figure dans la procession de la scène centrale, en robe longue brune, juste derrière les ecclésiastiques. Cette scène est l'un des cinq portraits connus de Louis II de La Trémoille. Selon l'historien Laurent Vissière, il est « exceptionnel, car il s’agit d'une représentation en majesté, commandée non par lui-même, mais par un échevin, et destinée à être exposée dans un lieu public. La figure du gouverneur de Bourgogne, protecteur de la cité, était donc offerte à la vue de tous, à proximité d’ailleurs de la Vierge de Bon Espoir, qui défendait elle aussi, mais spirituellement, la cité ». Face à Louis II de La Trémoille, Ulrich VI de Wurtemberg est représenté dans la même tenue que dans la partie gauche afin qu'on le reconnaisse, possiblement accompagné de Jacques de Watteville et de Guillaume de Vergy.
Comme pour les bâtiments, les vêtements montrent la volonté du peintre d'employer des stéréotypes et des personnages reconnaissables afin d'être explicite, conformément, probablement, aux souhaits du commanditaire.

## Dijon et les Dijonnais

### L'enceinte
L'enceinte urbaine représentée, censée correspondre à la moitié sud de la ville, comporte au moins treize tours — rondes et coiffées d'un toit conique, de tuiles, d'ardoises ou de lauzes — et une porte flanquée de deux tours. Les murs sont de moyen appareil, avec des créneaux réguliers. Les courtines et les tours sont percées d'archères et de canonnières,, mêlant ainsi des moyens de défense anciens et modernes. L'enceinte de Dijon a été construite à partir du XIIe siècle, avec des aménagements ultérieurs et des adaptations à l'artillerie dont témoignent les canonnières. La comparaison avec un plan de la fin du XVIIe siècle semble confirmer que les tours étaient bien circulaires avec un toit conique. Sur la tapisserie, le mur d'enceinte est précédé d'un fossé, peut-être en eau. Le château du roi, imposé par Louis XI à la ville de Dijon qui a dû le financer, est absent, ce qui s'explique par le fait qu'il était détesté des Dijonnais,. La citadelle de Talant n'y figure pas non plus, peut-être pour ne pas surcharger l'ensemble.
À partir de 1512, alors que les Suisses, alliés avec le pape Jules II contre la France en 1510, menacent d'attaquer la Bourgogne, Louis II de La Trémoille prépare Dijon à un éventuel siège. Il commence à améliorer les défenses de la ville. Alarmé par leur faiblesse, il demande un renforcement des murailles par derrière et une augmentation des capacités de tir par l'achat de couleuvrines, de faucons et d'haquebutes. Même si les échevins rechignent à financer des travaux de grande envergure, ils acceptent de lever des impôts pour faire face au plus urgent. La construction, à partir de 1512, d'un rempart de terre pour renforcer la muraille par l'intérieur est attestée par les documents d'archives. La rue située immédiatement derrière le mur d'enceinte est remplie de terre et de remblai, pour en faire un rempart résistant aux boulets de métal. Ces travaux ne sont pas terminés au moment du siège, ce qui explique que la tapisserie montre un remblai de fortune rapidement agencé. Toutefois, elle ne présente pas les défenses en bois érigées hâtivement autour de la ville, sans doute pour conserver au paysage son caractère rural.
La représentation de l'enceinte cherche à donner une image réaliste de la ville de Dijon, mais avec une muraille pas trop puissante, pour que le miracle puisse avoir lieu, sans souligner toutefois ses faiblesses, ce qui aurait été accuser les échevins et le gouverneur. Le commanditaire a probablement joué un rôle dans la décision d'élever un remblai de terre derrière les murs, ce qui est discrètement rappelé.

### La ville
Le Siège de Dijon par les Suisses en 1513 est considéré comme la plus ancienne représentation de la ville de Dijon,,, le premier plan connu datant de 1574,. La tapisserie n'est pas seulement un récit chronologique qui se lit de gauche à droite, c'est aussi une vue aérienne depuis le sud, de la colline de Talant en haut à gauche au coteau de Champmaillot à droite. Les différents édifices de Dijon sont représentés fidèlement et identifiables.
Dans la partie gauche, on voit nettement, sur le côté, les tours de façade et le clocher sur la croisée du transept de l'abbatiale Saint-Bénigne, mais sans la flèche actuelle, puisqu'elle a été construite à la fin du XIXe siècle. Non loin sont représentées les deux tours rondes de la rotonde de Guillaume de Volpiano, détruite à la Révolution française. La flèche de pierre de l'église Saint-Philibert, érigée en 1510, apparaît à côté ainsi que les toits, les tours et la flèche (détruite en 1643) de l'église Saint-Jean,. Dans le registre central de la tapisserie est représentée ensuite l'église des Jacobins, détruite en 1874, puis l'église Notre-Dame, avec son jacquemart sur la tour sud et la tour-lanterne de la croisée du transept. À proximité, le palais des ducs de Bourgogne et la Sainte-Chapelle. La partie droite de la tapisserie montre pour la seconde fois l'église Notre-Dame, avec la chapelle abritant la statue de la Vierge Notre-Dame de Bon-Espoir,. La porte de la ville à côté pourrait être la porte Saint-Pierre et les clochers à l'arrière-plan peuvent être l'église Saint-Pierre et l'église Saint-Étienne, mais, faute de détails, l'identification est plus difficile.

Des monuments dijonnais représentés sur la tapisserie
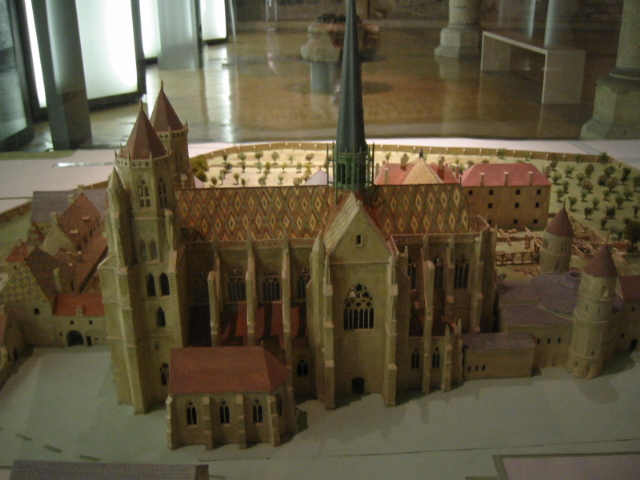
Maquette de l'abbatiale Saint-Bénigne
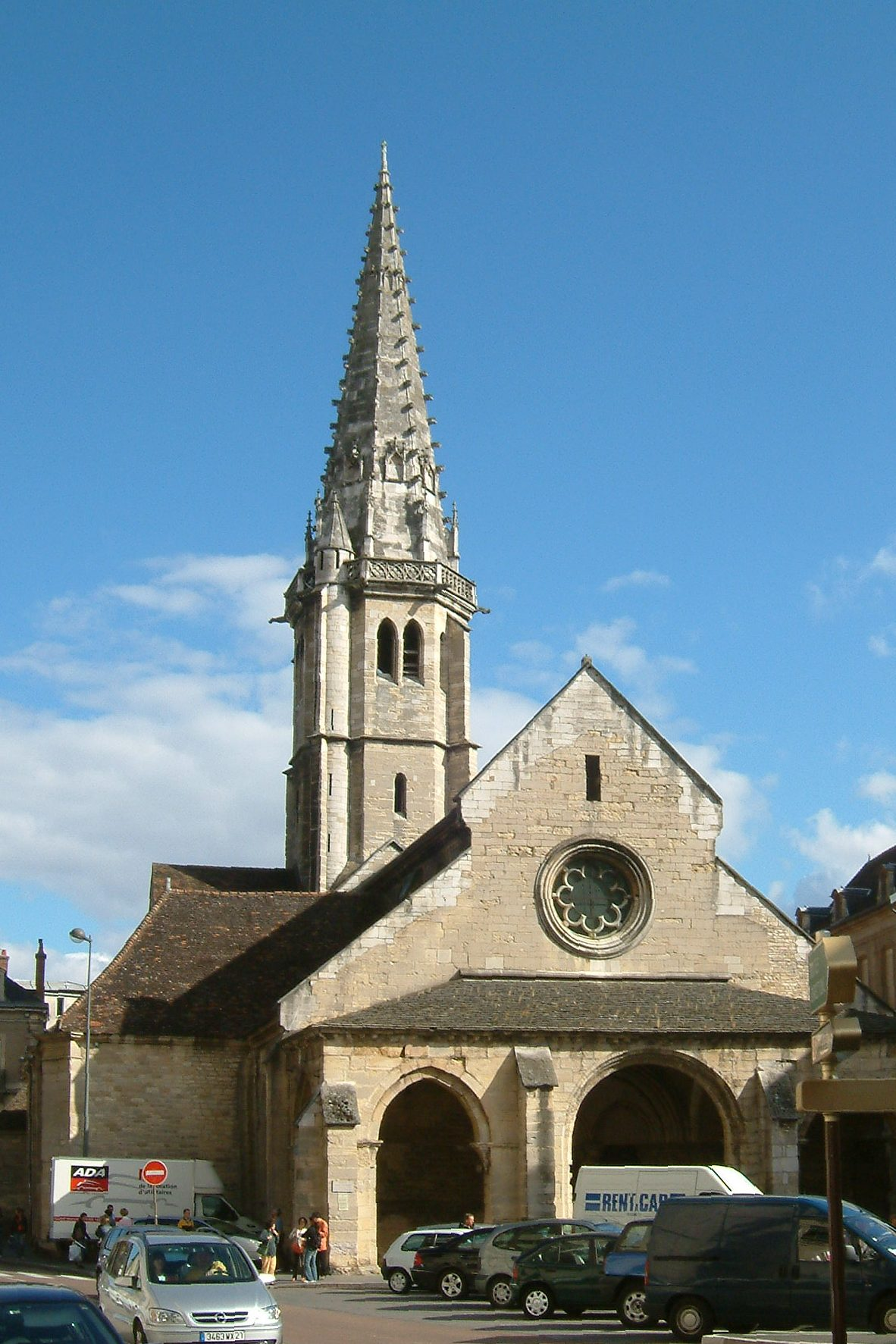
Église Saint-Philibert.
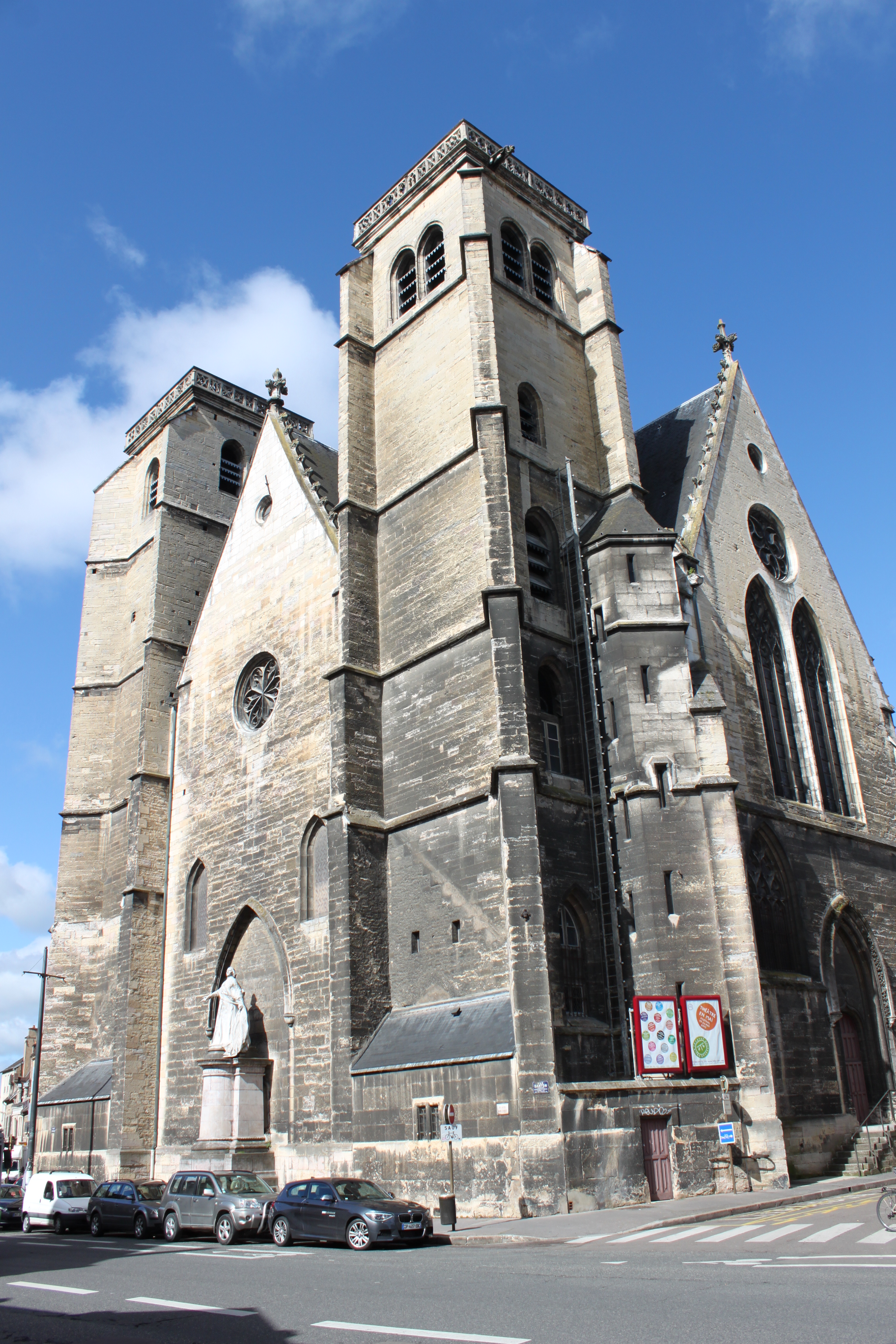
Église Saint-Jean.
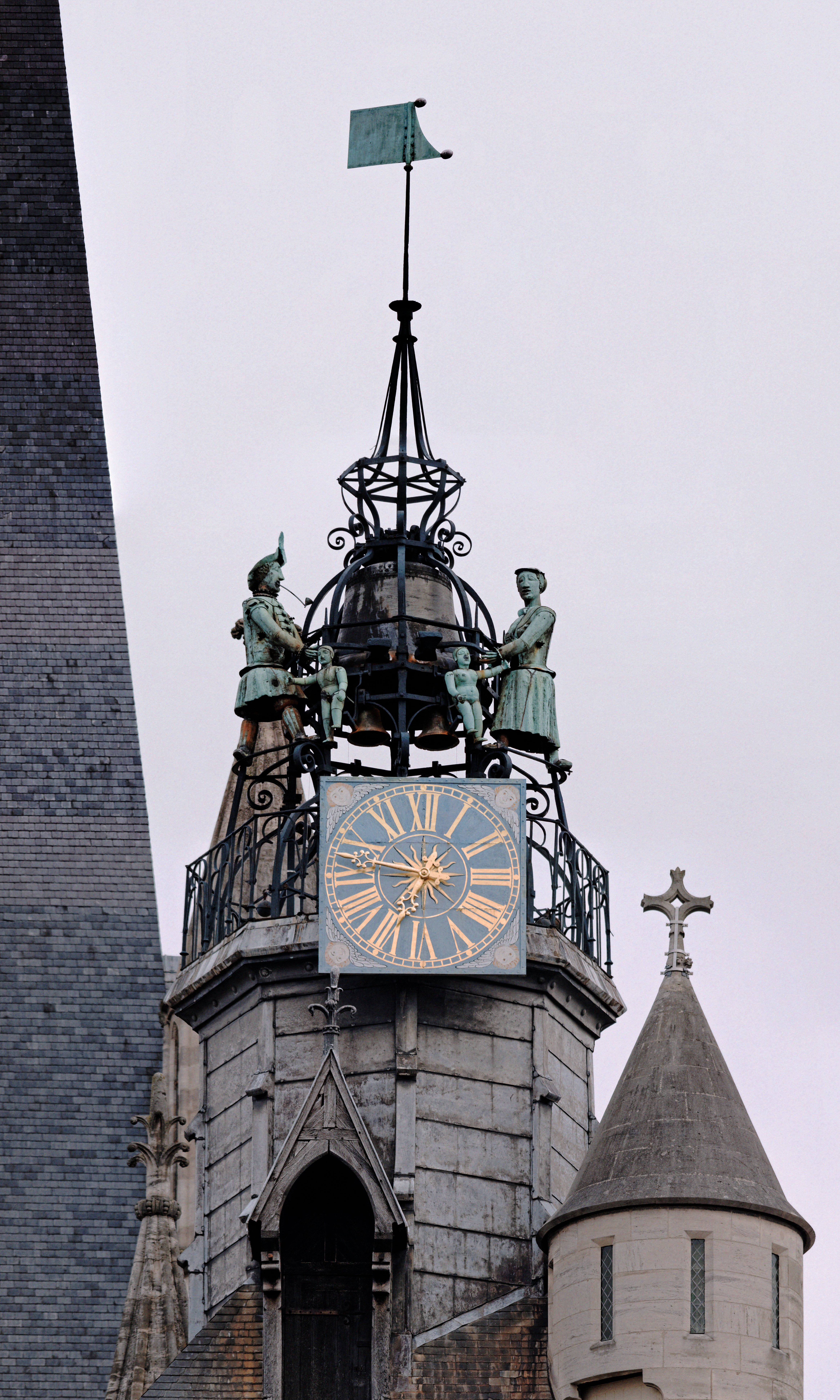
Jacquemart de l'église Notre-Dame.
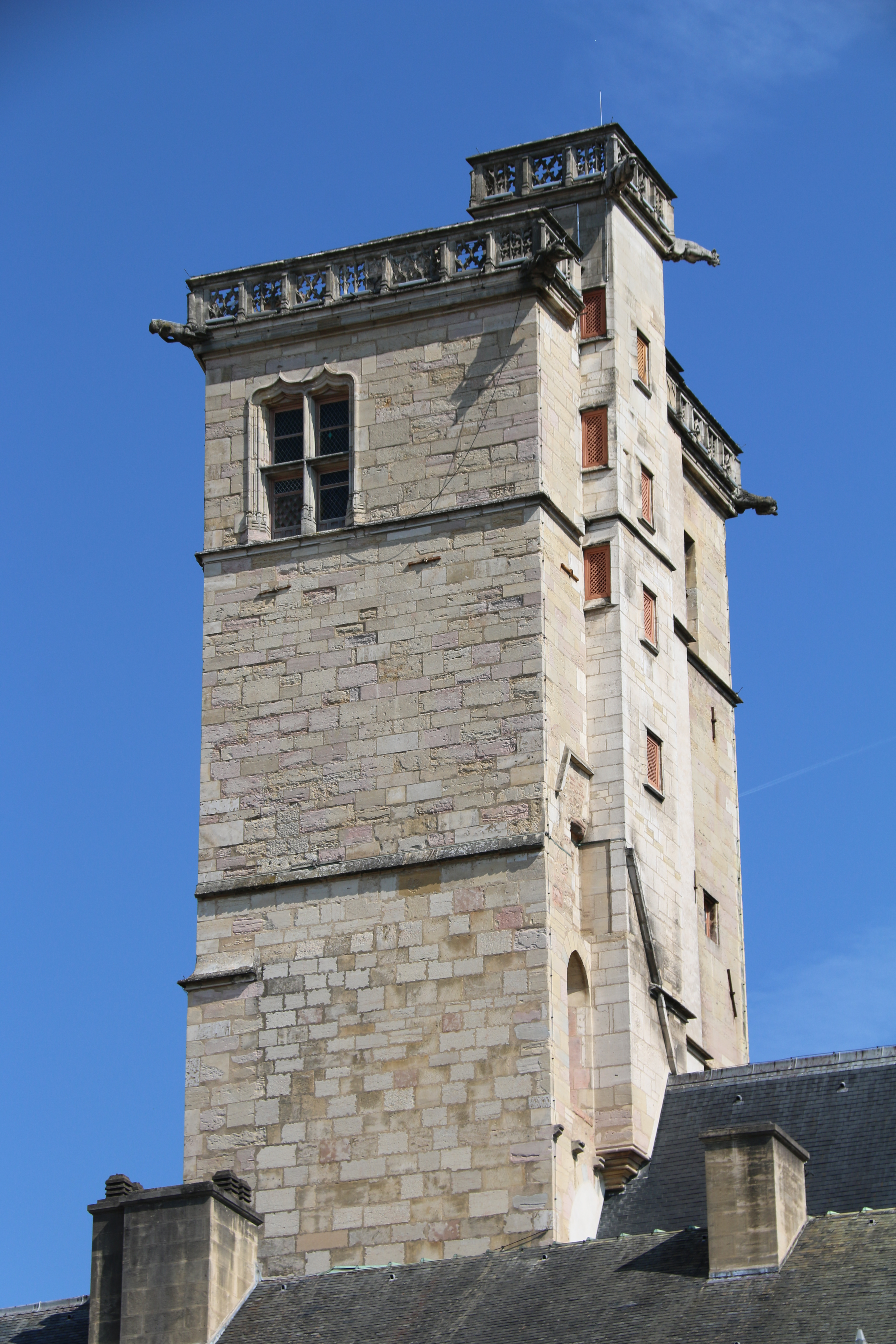
Tour du palais des ducs de Bourgogne.
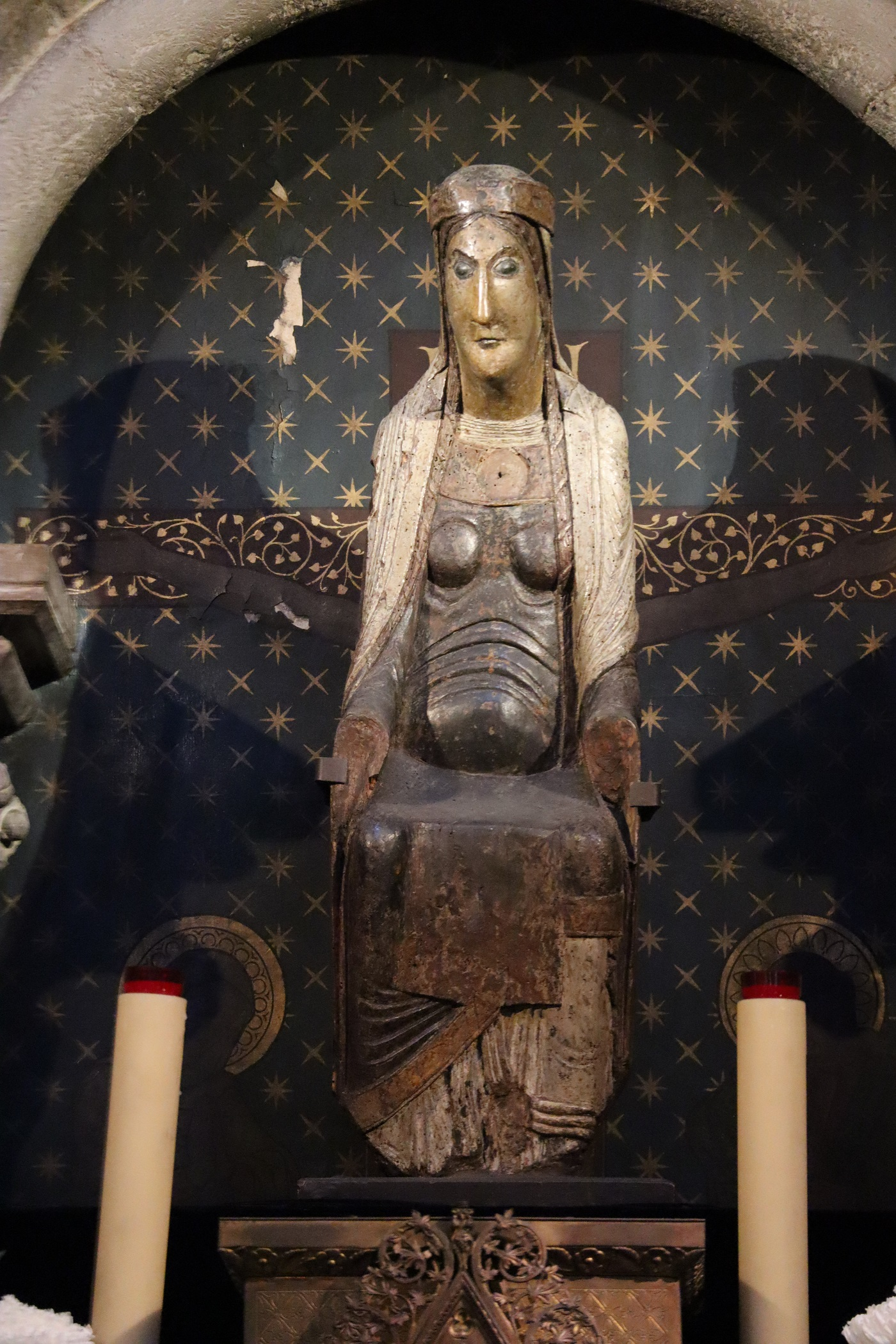
Statue de la Vierge Notre-Dame de Bon-Espoir.

Pour faciliter leur identification et leur donner plus d'importance dans le paysage urbain, les églises sont surdimensionnées, tandis que le bâti urbain est représenté sous la forme de toits, d'ardoises ou de tuiles vernissées polychromes typiquement dijonnaises. Il est surprenant de constater que les toits de Saint-Bénigne et de Notre-Dame sont représentés en ardoise, alors qu'ils étaient en tuile au moins depuis le XVe siècle. Certaines maisons ont des pignons à gradins, ce qui semble ne pas exister à Dijon. Peut-être s'agit-il de la transposition d'une réalité flamande ? La maison à gauche de Notre-Dame pourrait être la maison du Miroir, détruite en 1767,. Un autre bâtiment, représenté devant le palais des ducs de Bourgogne pourrait être l'hôtel Aubriot ou l'ancien hôtel Rolin, alors siège de la municipalité et actuel siège des archives départementales. Dans la scène centrale, les processionnaires marchent sur un sol pavé. À Dijon, le pavage des rues a commencé sur ordre de Philippe le Hardi, à la fin du XIVe siècle. Le peintre qui a réalisé le carton de la tapisserie connaissait probablement la ville de Dijon.

### La procession

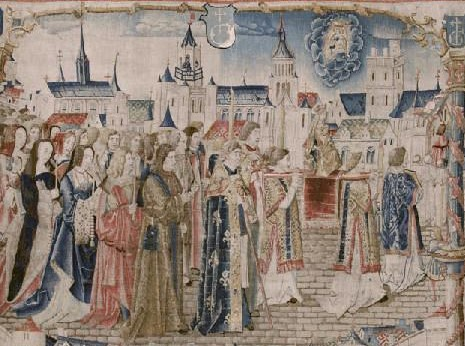
La procession de la scène centrale.

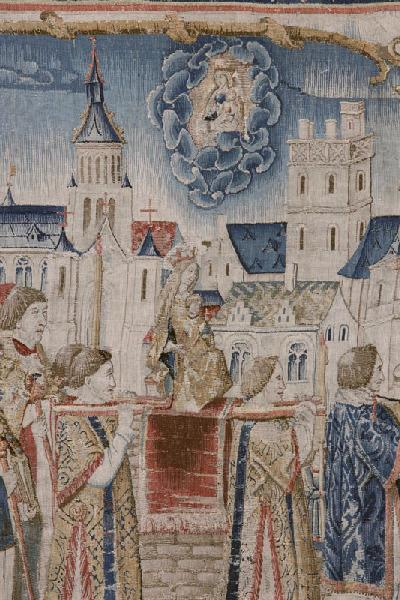
La statue et l'apparition

La scène centrale de la tapisserie montre une apparition dans le ciel d'une Vierge à l'Enfant et une procession,, qui semble être organisée entre les bombardements figurés dans la partie gauche et les négociations dans la partie droite. On y voit les autorités religieuses, probablement le prieur de la Sainte-Chapelle et les abbés de Saint-Bénigne et de Saint-Étienne, ou, selon, Jules Thomas, le vicaire de Notre-Dame de Dijon représentant l'abbé de Saint-Étienne, curé en titre, et le recteur de l'hôpital de Notre-Dame,. Sont également présents des membres du Parlement, de la Chambre des comptes et de la municipalité,,. La hiérarchisation est claire et classique : deux soldats et trois enfants de chœur ouvrent la voie aux ecclésiastiques. Ensuite viennent les habitants, des femmes et des enfants. Les femmes, des dames riches comme leurs vêtements le montrent, sont particulièrement valorisées dans la représentation. Derrière, on distingue la foule. Les  participants suivent la statue de la Vierge Notre-Dame de Bon-Espoir en portant chacun un cierge. C'est l'unité de la ville qui est mise en scène, autour de l'église Notre-Dame de Dijon, où la commune se réunit et dont le jacquemart tient lieu de beffroi. La mobilisation de tous est glorifiée.
La construction de l'église Notre-Dame de Dijon, de style gothique, est débutée en 1220, sur l'emplacement d'une chapelle attestée à partir du milieu du XIIe siècle. Au cours du XVe siècle, on commence à l'appeler Notre-Dame de Bon-Espoir. La statue de la Vierge Notre-Dame de Bon-Espoir, une Vierge à l'Enfant en bois haute de 84 cm, est citée pour la première fois en 1387. La fourchette des datations proposées est très large, des environs de l'an mil aux des années 1150-1175. À l'origine, elle est polychrome et n'est peinte en noir qu'au cours du XVIe siècle. La statue perd d'abord ses mains et ses pieds puis, à la Révolution française, l'Enfant Jésus disparaît,. Elle est l'objet d'une dévotion particulière à partir de la fin du XIVe siècle.
En 1733, le curé de Notre-Dame de Dijon, J. Gaudrillet, attribue dans son récit du siège de 1513 la levée de celui-ci au rôle déterminant de « l'intercession de la Sainte Vierge »,. En 1837, Gabriel Peignot, s'appuyant sur l'abbé Gaudrillet, décrit une procession derrière la statue de la Vierge Notre-Dame de Bon-Espoir et les reliques des saints pendant le siège et une deuxième procession juste après sa levée,. Pourtant, les récits du siège ne mentionnent pas de procession pendant celui-ci, ni aucune intervention miraculeuse de Marie. Dans son journal, le bourgeois de Dijon Pierre Tabourot raconte un épisode datant du 2 septembre 1513, alors que Louis II de La Trémoille a ordonné la destruction des faubourgs par le feu et qu'on se prépare à démolir l'église Saint-Nicolas : « Et ainsy que les masçons faisoient leur oraison avant que d'y mettre la main, ils s'en fuirent comme tout eperdus, et se prit à suer à grosse goutte une Notre Dame de bois et son petit enfant qu'elle tenoit se tourna de sa vue, regardant le costé du fauxbourg, et j'ay parlé à des gens qui le virent. » On pourrait identifier cette statue à Notre-Dame de Bon-Espoir, mais Pierre Tabourot n'évoque plus la Vierge ni aucune procession pendant le siège,.

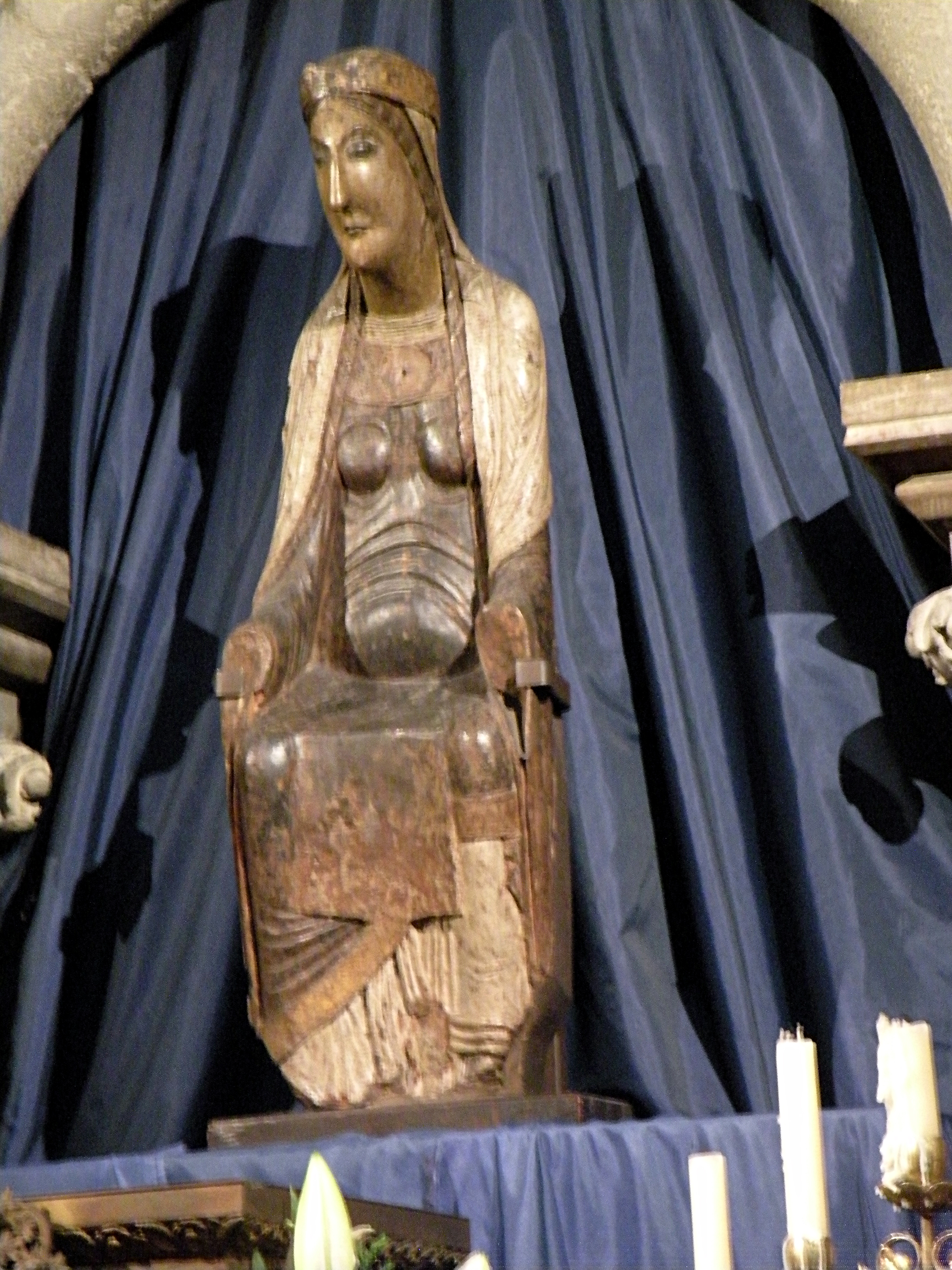
Vierge Notre-Dame de Bon-Espoir en 2010.

Une procession générale est effectivement organisée par la municipalité, mais l'année suivante, en 12 septembre 1514, pour commémorer l'événement et rendre grâce à Dieu,. Le principe en est décidé dès le 4 septembre, et la date, le mardi suivant la fête de la Nativité de Marie, est arrêtée le 6 septembre. Selon l'échevin Thomas Berbisey, cette action de grâce n'est pas destinée à la seule Vierge, mais aussi à Dieu et aux saints : « Que graces et louanges en feroient rendre à Dieu notre Createur, à la glorieuse Vierge sa mere, advocate des pauvres pecheurs, à tous lesdits saints et patrons dessusditz et à tous les saints et saintes de Paradis ». Il n'est pas question dans ce texte d'une procession qui aurait eu lieu pendant le siège, même s'il semblerait qu'une procession ait eu le 14 septembre 1513, juste après la levée du siège,.
Sur la tapisserie, l'absence des reliques des autres saints vénérés dans la ville et de l'hostie miraculeuse de la Sainte-Chapelle, le faible nombre de dignitaires ecclésiastiques, réduit à deux, et l'absence du corps de ville constitué font plus penser à une procession particulière plutôt que générale. Il ne semble donc pas que ce soit celle qui a eu lieu après la levée du siège. La tapisserie ne montre pas le culte des autres reliques présentes dans la ville, mais se concentre uniquement sur la statue de Notre-Dame de Bon-Espoir, parce qu'elle est liée à une confrérie fondée par les chapelains de Notre-Dame. Cette confrérie est fondée en septembre 1514, juste avant l'organisation de la procession générale, pour valoriser l'intercession de Notre-Dame de Bon-Espoir dans la levée du siège. Cette confrérie est autorisée par l'évêque de Langres, Michel Boudet, le 2 septembre 1515 et c'est dans les lettres patentes que l'évêque délivre à cette occasion qu'est mentionnée une procession organisée pendant le siège,, avec la statue de la Vierge Notre-Dame de Bon-Espoir. Elle aurait eu lieu, selon le récit des chapelains de Notre-Dame, le dimanche 11 septembre 1513 et l'intercession de Notre-Dame aurait permis l'heureux aboutissement de la négociation avec les Suisses.
La tapisserie est donc une interprétation de l'événement qui valorise la statue de Notre-Dame de Bon-Espoir. Il semble qu'elle cache quelques tensions qui se font jour en 1514, entre la procession générale organisée par la municipalité, le mardi après la Nativité de Marie et celle, particulière, proposée par la confrérie de Notre-Dame du Bon-Espoir le dimanche précédant cette même fête. Ces tensions peuvent étonner, puisque l'église Notre-Dame de Dijon est alors celle de la municipalité, où elle se réunit. Au XVIIe siècle, elles semblent être surmontées. La protection de Notre-Dame du Bon-Espoir est encore mobilisée par certains Dijonnais pour expliquer le départ sans combat des troupes allemandes d'occupation en septembre 1944.

## Une tapisserie mémorielle

### Commanditaire probable
Aucun document concernant la commande de la tapisserie n'est connu,,, mais elle est habituellement attribuée à Philibert Godran, un des trois otages dijonnais,, bien qu'on ne sache pas s'il était membre de la confrérie de Notre-Dame. Appartenant à une famille de l'élite sociale de Dijon, il est le fils de Chrétien Godran, mort assez jeune le 4 septembre 1476 et de Marguerite Macheco, remariée dès 1478 à Guillaume de Leval. Ses cousins, Odinet Godran et son frère Bénigne Godran sont échevins de Dijon à plusieurs reprises de 1481 à 1512 et leur frère Jacques Godran, mort avant 1502, est conseiller au Parlement de Dijon. Sa mère Marguerite Macheco est la nièce et la cousine de deux doyens successifs de la Sainte-Chapelle de Dijon, Guillaume Macheco et Oudinet Macheco.
Philibert Godran, fréquemment élu échevin à partir de 1497, est aussi le gendre d'Étienne Berbisey, échevin de Dijon et le beau-frère d'Esme Julien, lieutenant général du bailli de Dijon et d'autres échevins comme Thomas Berbisey. En 1512, il est, avec d'autres notables dijonnais, capitaine du guet de Dijon, c'est-à-dire chargé d'organiser la défense de la ville. Avec Bénigne Serre et Jean Noël, il est un des trois Dijonnais désignés comme otages, sans doute lors de l'assemblée générale du 13 septembre 1513, mais les sources disponibles ne donnent pas explicitement les raisons du choix de ces trois hommes. Philibert Godran est nettement plus âgé que Bénigne Serre, qui lui est apparenté. Ces trois hommes ne sont pas au premier rang de l'échevinage, comme le maire Bénigne de Cirey ou les échevins Thomas Berbisey et Pierre Contault, mais leur position sociale et leurs alliances familiales garantissent aux Suisses que la rançon sera payée.

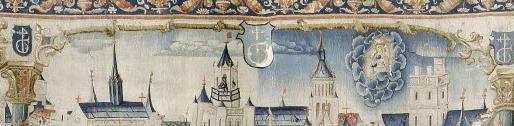
Les trois écus ornés d'un chiffre composé d'un 4 et d'un G de la partie centrale.

Philibert Godran revient de Suisse en février 1515 et meurt trois ans après, le 30 août 1518, ce qui semble court pour commander cette tapisserie, mais ses enfants ont pu prendre la suite. Les spécialistes lui attribuent la commande de la tapisserie parce que la lettre G qui est tissée à cinq endroits de la tapisserie pourrait le désigner,,,,. Cette hypothèse est formulée dès 1913 par André Arnoult dans un article du Journal des Arts. On distingue sur la tapisserie cinq écus au champ d'azur avec un chiffre composé d'un 4 et d'un G. Les marchands dijonnais utilisent souvent le quatre de chiffre. On en retrouve un exemple dans un acte de 1536 de la famille Godran et surtout le G apparaît sur deux clefs de voûte de l'hôtel particulier des Godran à Dijon, avec une légère variation, le G étant traversé par une double croix verticale et une barre oblique, qui peut s'expliquer par la différence d'époque et d'individu. Les marques des marchands comportent une dimension très personnelle, très individuelle, alors que les armoiries rappellent la famille entière. Celles des Godran sont : D'azur au cadran d'or, les rayons et les aiguilles de même, les heures de sable.

### Lieu de fabrication

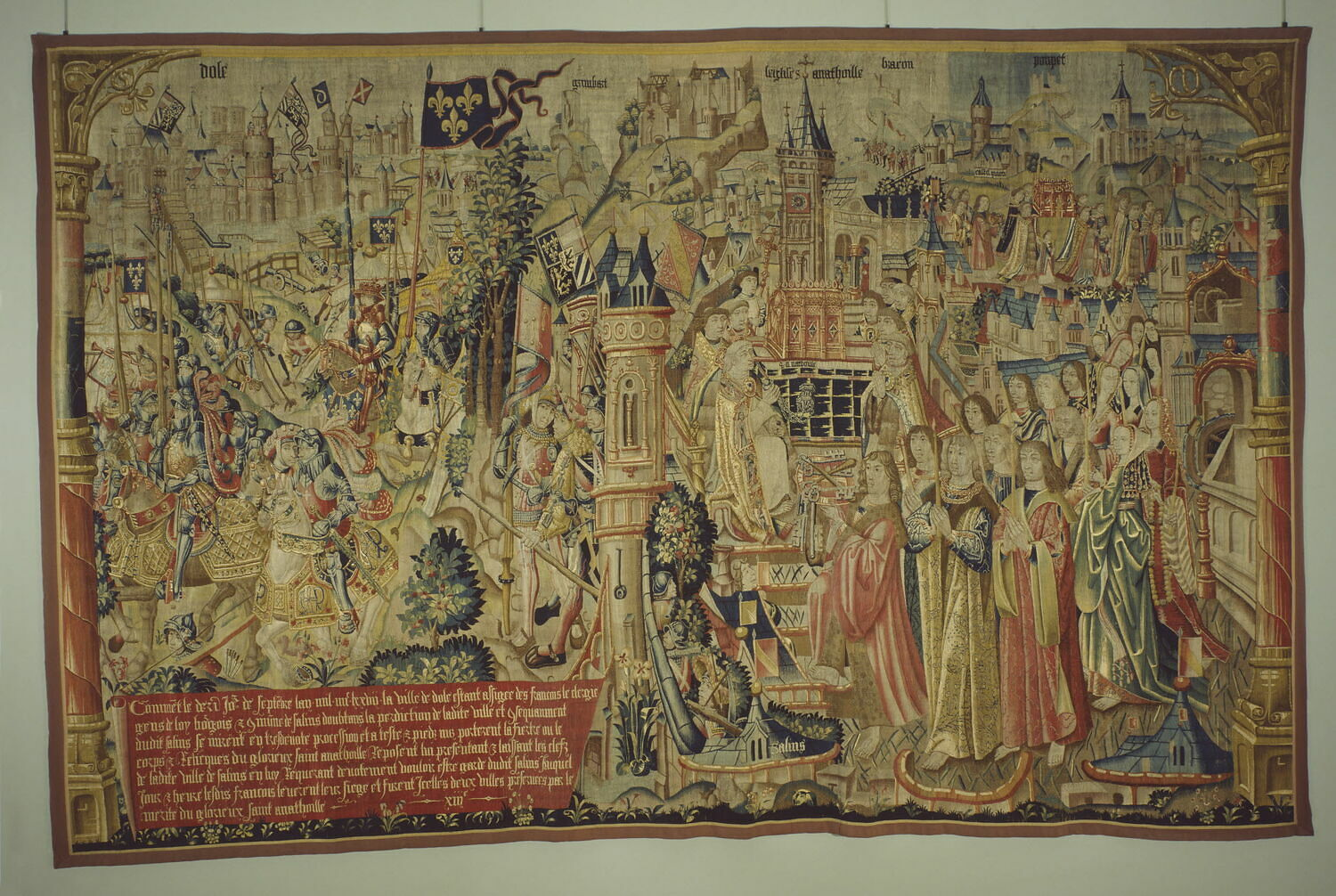
Louis XI levant le siège de Dole en 1477, 1502-1506, musée du Louvre.

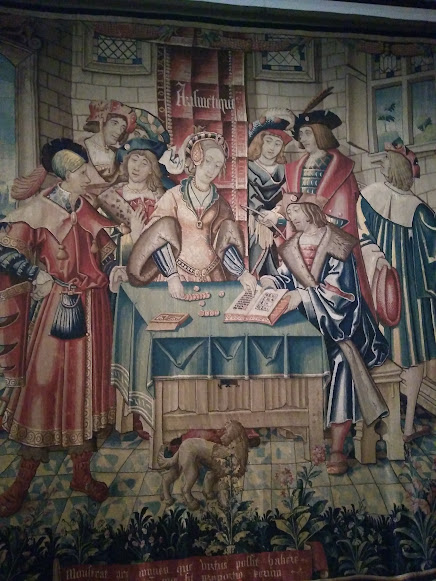
L'Arithmétique, Tenture des arts libéraux, musée de Cluny.

Le lieu de fabrication de la tapisserie et d'élaboration de son carton reste indéterminé. Le Siège de Dijon par les Suisses en 1513 est parfois mis en rapport avec les tapisseries tissées à la même époque dans l'atelier de Jean Sauvage et de son épouse Catherine Hasselet, à Bruges. Les ressemblances avec l'une d'entre elles, la Louis XI levant le siège de Dole en 1477, qui fait partie d'une série, la tenture de la Vie de saint Anatoile de Salins et qui est conservée au Louvre, sont importantes,, mais les analogies dans la composition se retrouvent ailleurs à cette époque. Il est probable que le commanditaire du Siège de Dijon connaissait la tenture de saint Anatoile et il a pu vouloir une tapisserie par rivalité.
S'il est peu surprenant que le chapitre de Salins, dans le comté de Bourgogne, c'est-à-dire dans le Saint-Empire, se soit tourné vers la Flandre, également dans l'Empire, les Dijonnais ont plutôt des liens culturels avec des villes françaises. Des tapisseries dijonnaises de la même époque semblent avoir été commandées à Lyon et à Paris mais aussi à Tournai.
Certains détails, l'encadrement des scènes, les costumes et les visages, se rapprochent quelque peu d'une tapisserie flamande conservée au Metropolitan Museum de New York et intitulée Scènes de la Passion du Christ, mais le dessin de cette dernière semble plus maladroit. De même, le personnage de dos devant le Christ peut rappeler un autre de la tapisserie peut-être tournaisienne Le Départ de l'enfant prodigue, conservée au musée de Cluny. Il s'agit de silhouettes de soldats inspirées par des gravures allemandes et fréquemment utilisées au début du XVIe siècle sans qu'on puisse en inférer un lien particulier entre les deux tapisseries. Le Siège de Dijon se rapproche aussi dans le style d'une autre tapisserie souvent considérée comme tournaisienne, Arithmétique, également conservée au musée de Cluny et datée de vers 1520. Le Siège de Dijon appartient donc peut-être à un groupe de tapisseries originaires de Tournai ou de Bruges, sans qu'on puisse être plus précis.

### Depuis leXVIesiècle
Sous l'Ancien Régime, la tapisserie, offerte en ex-voto à l'église Notre-Dame de Dijon, y est conservée, au moins jusqu'en 1796, d'abord dans le bras sud du transept, dans la chapelle de la Vierge, puis après la destruction de celle-ci en 1687, dans une salle consacrée aux archives au-dessus du porche. Elle est restaurée en 1733 par Pierre Laguerre dit Duverger et son épouse Adrienne Berry.
En 1803, le maire de Dijon, Pierre Bernard Ranfer de Bretenières, achète la tapisserie à un brocanteur et l'expose dans le grand salon de l'hôtel de ville de l'époque,,. Accrochée dans un lieu central de la municipalité, elle sert alors d'emblème de la ville. Elle entre dans la collection du musée des Beaux-Arts de Dijon en 1832,,,, quand la mairie est transférée dans le palais des ducs de Bourgogne,. Le conservateur du musée, Charles Balthazar Julien Févret de Saint-Memin la laisse accrochée sur un mur mal isolé, parce qu'extérieur sur l'autre face. Selon André Arnoult, la tapisserie est ainsi exposée à des variations de températures et « perdit beaucoup de son éclat ».
- Gravure de la tapisserie, dessinée par Charles Balthazar Julien Févret de Saint-Memin et publiée par Achille Jubinal (1838)[87]

Gravure de la tapisserie, dessinée par Charles Balthazar Julien Févret de Saint-Memin et publiée par Achille Jubinal (1838)
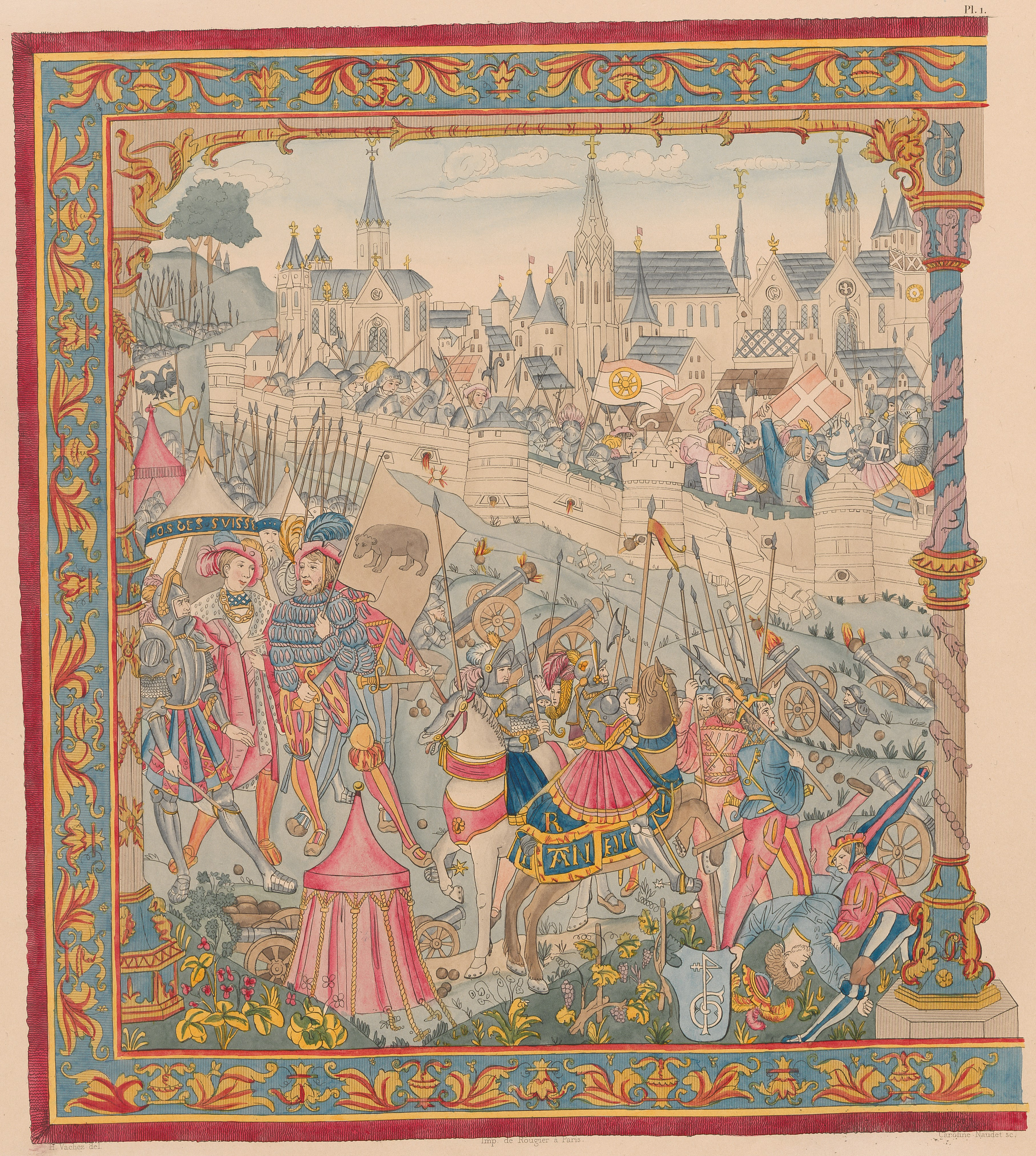
Partie gauche.
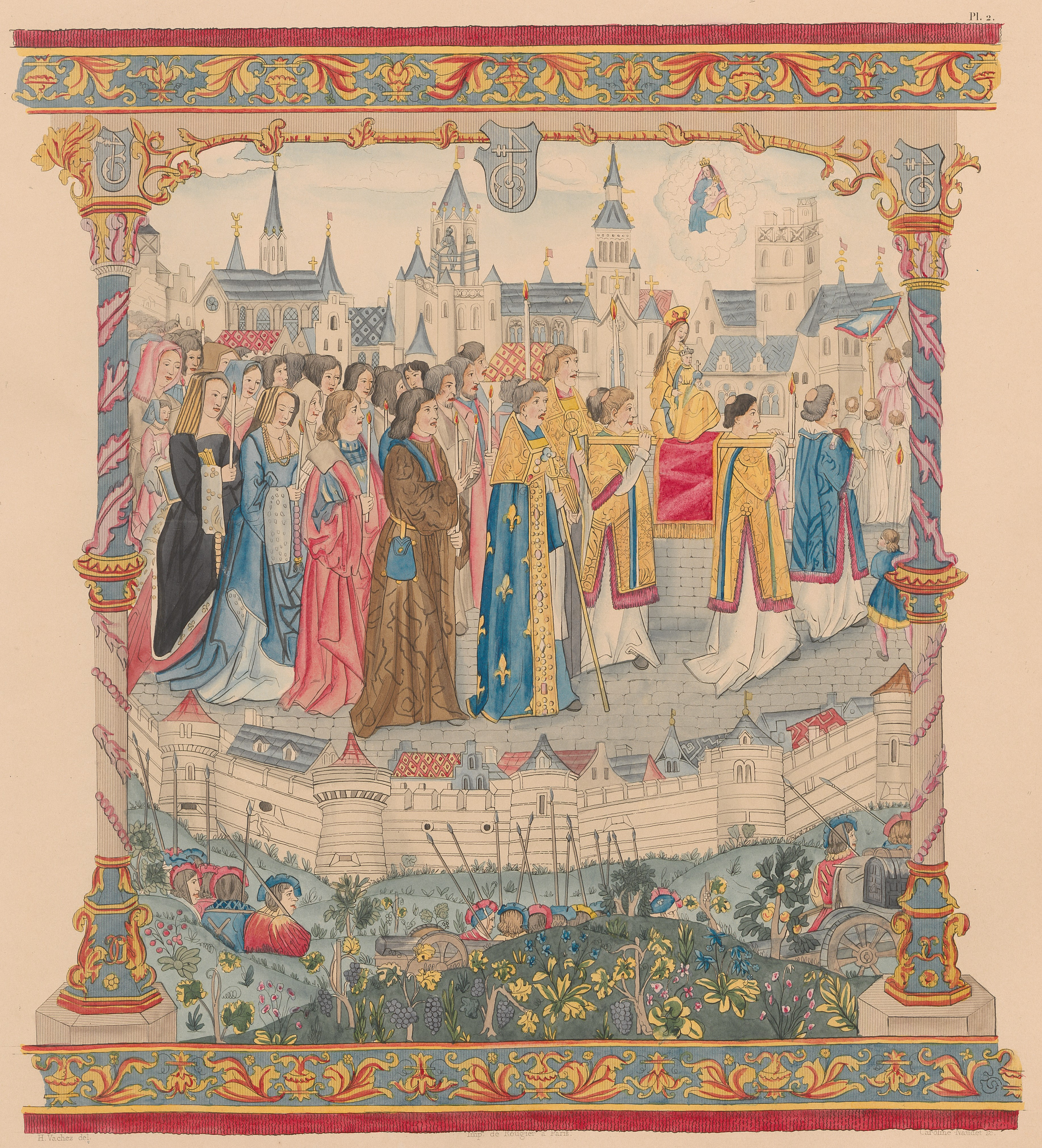
Partie centrale.
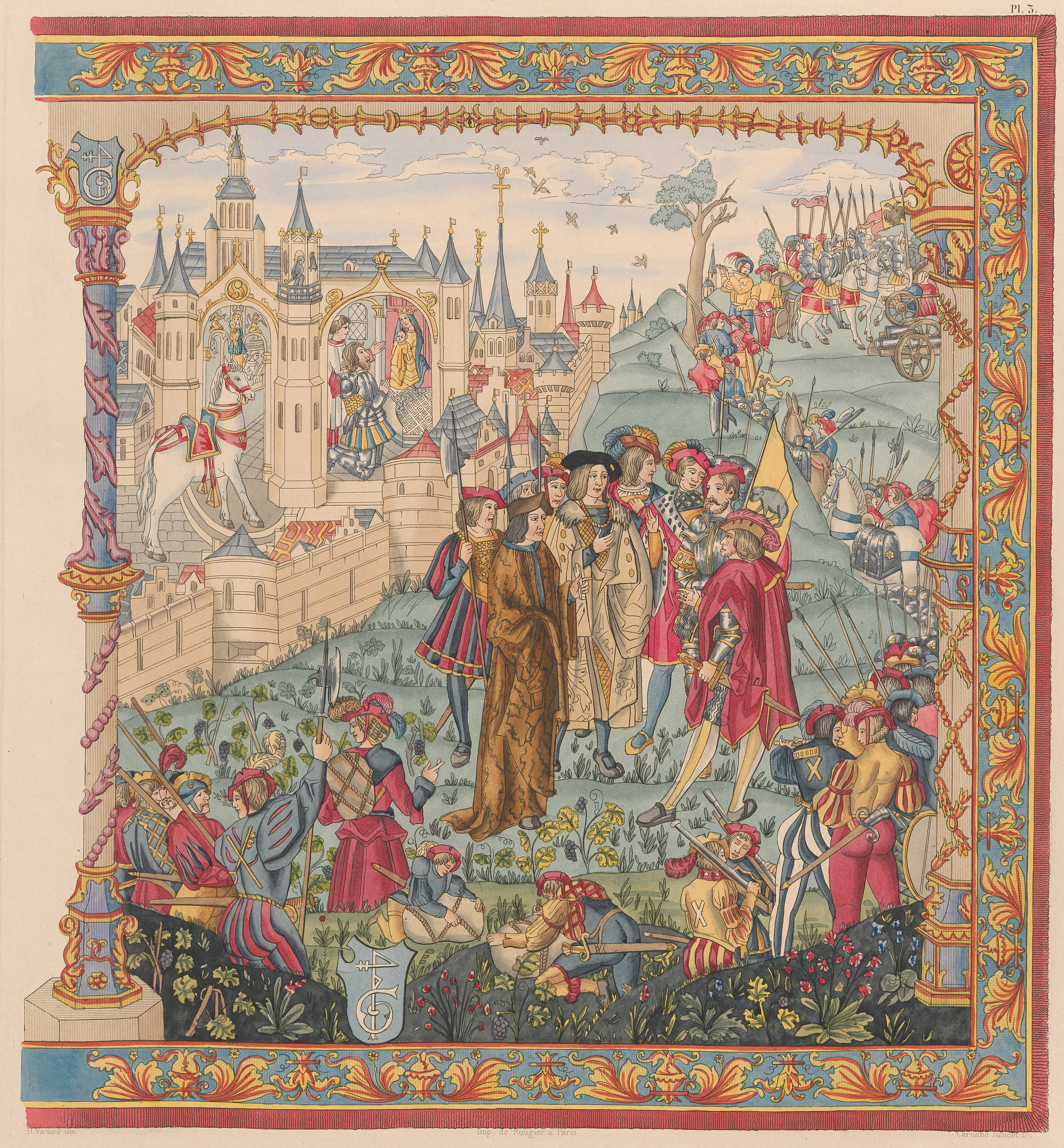
Partie droite.
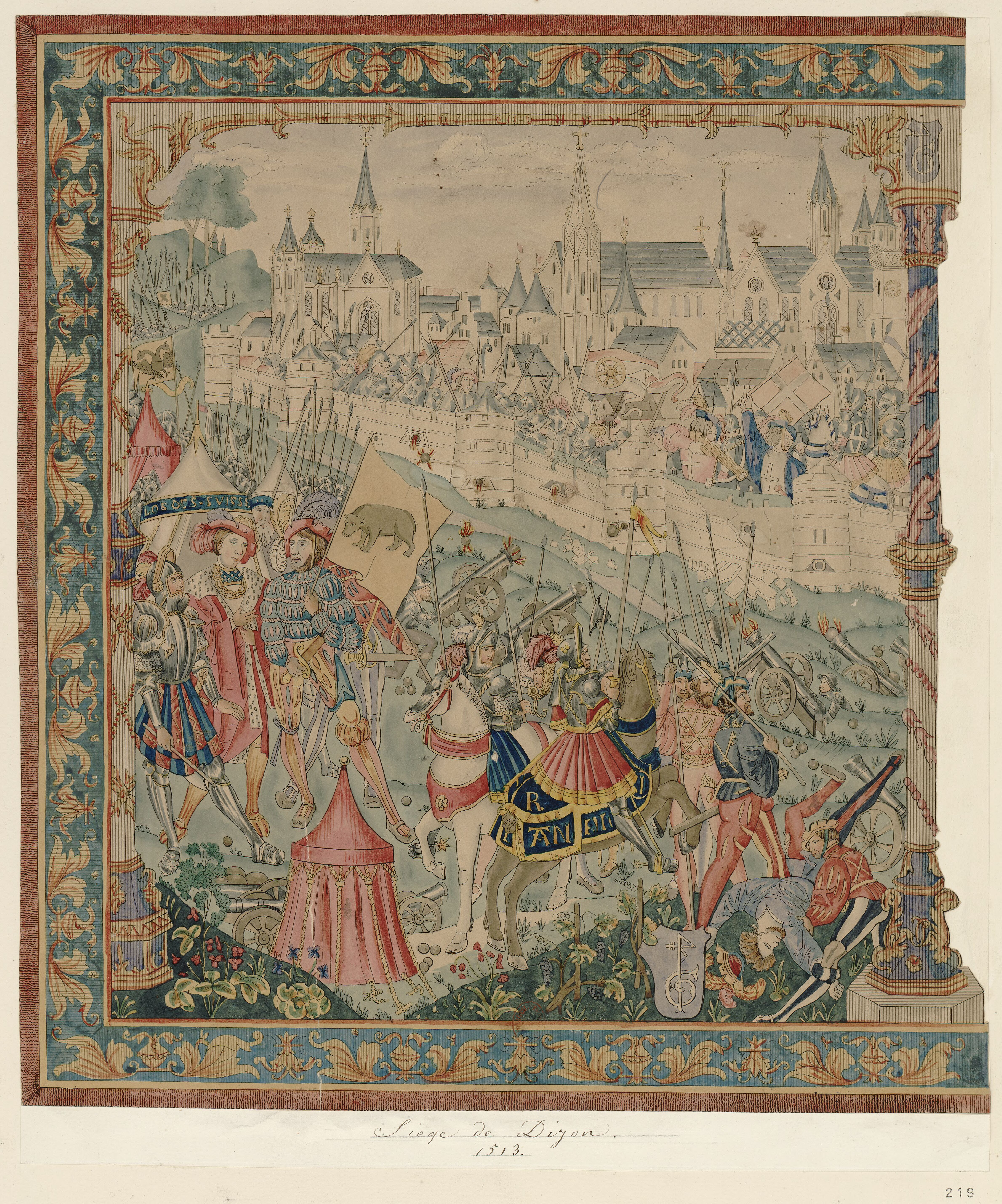
Partie gauche de la gravure d'Alphonse Leroy, probablement d'après le même dessin (BNF).
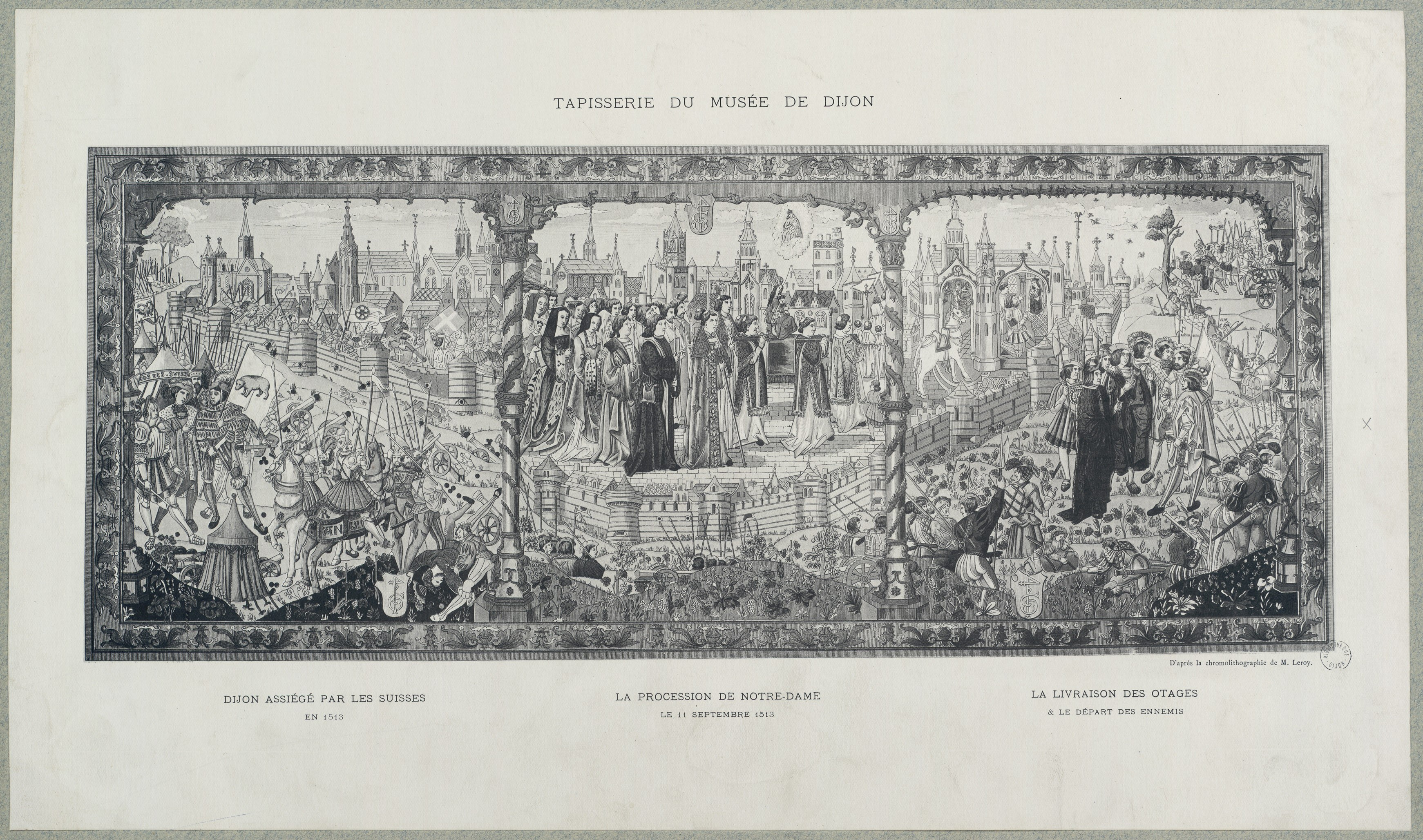
Estampe d'après la gravure d'Alphonse Leroy (Bibliothèque municipale de Dijon).

Néanmoins, la notoriété de la tapisserie est alors établie. Elle est représentée, gravée en couleur, dans l'ouvrage qu'Achille Jubinal fait paraître en 1838 sous le titre Les anciennes tapisseries historiées, ou collection des monumens les plus remarquables …. Cette gravure est dessinée par le conservateur du musée, Charles Balthazar Julien Févret de Saint-Memin,. Elle montre que l'altération des couleurs est déjà avancée, les verts étant devenus des bleus, comme souvent sur les tapisseries anciennes. Le graveur Alphonse Leroy (1780-1840) réalise une seconde gravure, sans date, dont la partie gauche est conservée à la Bibliothèque nationale de France. On distingue quelques différences de couleur, mais c'est très probablement le même dessin qui a servi de modèle.
Elle est restaurée à la manufacture des Gobelins en 1860-1861 puis accrochée dans la salle des Gardes du musée des Beaux-Arts de Dijon jusqu'en 2008. Classée monument historique en 1939, elle figure dans une exposition organisée par les Archives nationales de France à l'hôtel de Rohan en 1967 sur les grandes heures de l'amitié franco-suisse,. En 2008-2009, une nouvelle restauration est entreprise, parce que la tapisserie était très empoussiérée et tachée. De nombreux fils de chaîne et fils de trame étaient dégradés ou parfois rompus. Le dédoublage nécessaire pour la restauration a permis de découvrir l'envers de la tapisserie, aux couleurs vives : du rouge, du jaune, de l'orange, du rose et du vert. Depuis 2013, la tapisserie est exposée dans la salle néogothique du musée des Beaux-Arts de Dijon.